# Province de Pinar del Río
La province de Pinar del Río se situe à l'extrémité occidentale de l'île de Cuba. Sa population était estimée à 592 851 habitants au 31 décembre 2010.
Cette province cubaine est celle qui abrite la plus grande quantité d'espaces naturels protégés. L'un d'eux est la vallée de Viñales, inscrite au patrimoine mondial de l'UNESCO.

## Géographie

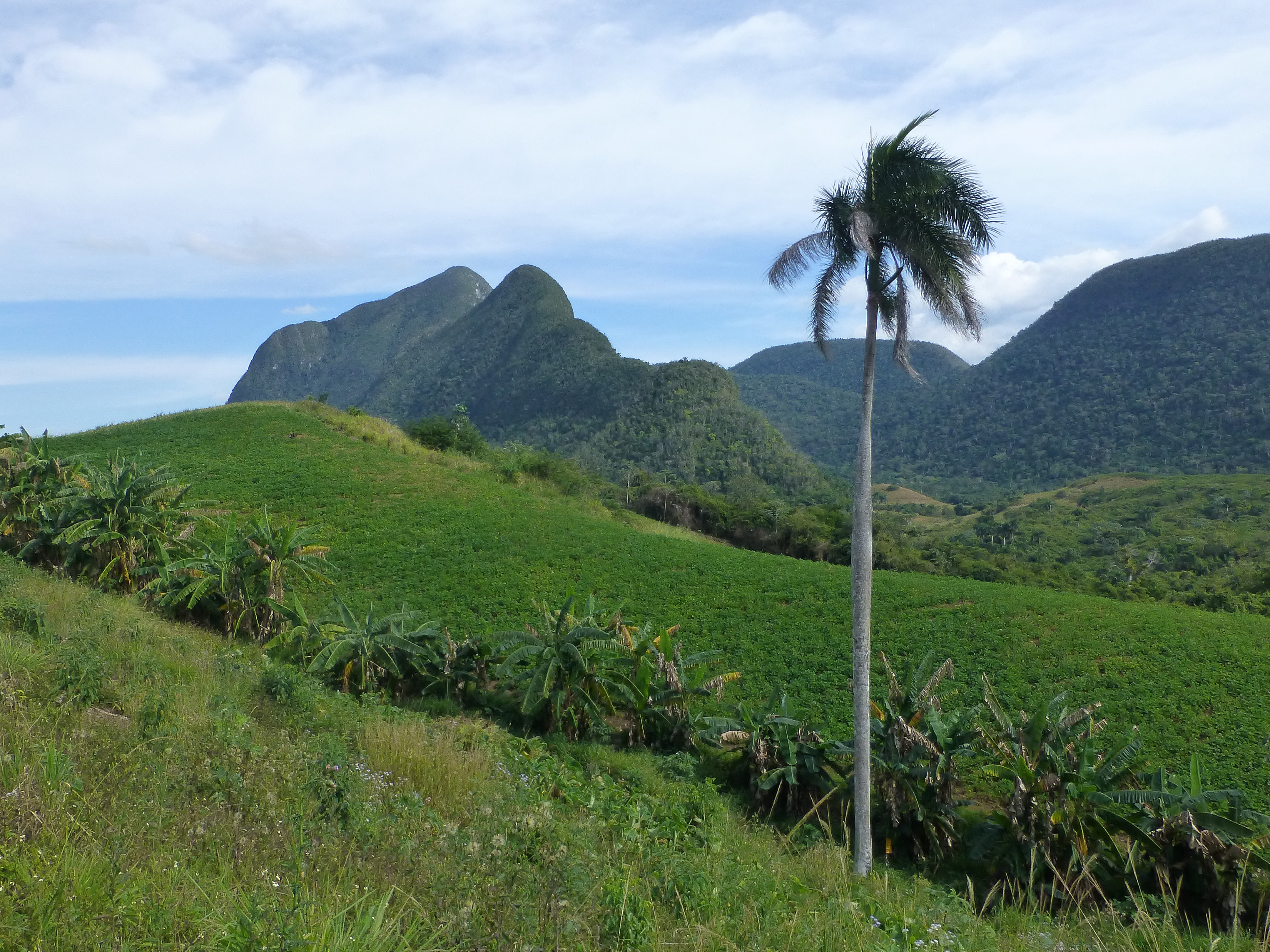
Pan de Guajaibón.

La province, d'une superficie de 8 884,51 km2, abrite la pointe occidentale de l'île formée par la péninsule de Guanahacabibes, et inclut une des trois principales chaînes de montagne de Cuba, la cordillère de Guaniguanico, divisée à l'est par la sierra del Rosario et à l'ouest par la sierra de los Órganos. Le paysage est composé de collines escarpées en calcaire et de vallées plates et fertiles.
Les sols calcaires prédominent, avec de nombreuses formations karstiques, dont :
- la Gran Caverna de Palmarito (54 km de développement)
- les grottes de Santo Tomás (46 km de développement)

## Climat
Cuba est située au sud du tropique du cancer et jouit essentiellement d'un climat tropical presque partout rendu agréable par les alizés. La moyenne de température s'élève à 25,5 °C (78 °F). L'air ambiant est très humide. La saison sèche va de novembre à avril. Le mois d'août est le plus pluvieux. Mais en général, il ne pleut jamais plus de quarante-huit heures consécutives. L'île est régulièrement frappée par des ouragans pendant l'été et l'automne. Parmi ceux-ci, l'ouragan de Cuba de 1910 a été particulièrement marquant, affectant la province de Pinar del Río durant 5 jours.

## Économie
La province vit de la culture du tabac, produisant 70 % des récoltes de l'île, utilisées pour la fabrique de cigares très prisés à l'étranger. Le meilleur tabac, utilisé pour des cigares plus chers, est cultivé dans les plaines de San Juan y Martínez.[réf. nécessaire]
Le tourisme dans la vallée de Viñales est une autre partie importante de l'économie de la région.

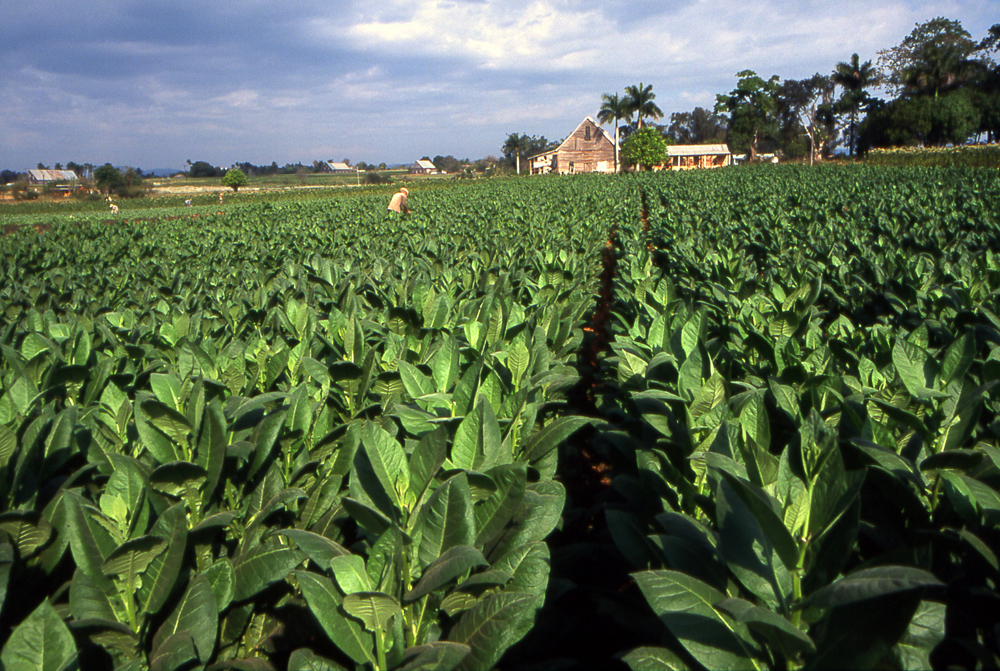
Ferme de Tabac à Pinar del Rio
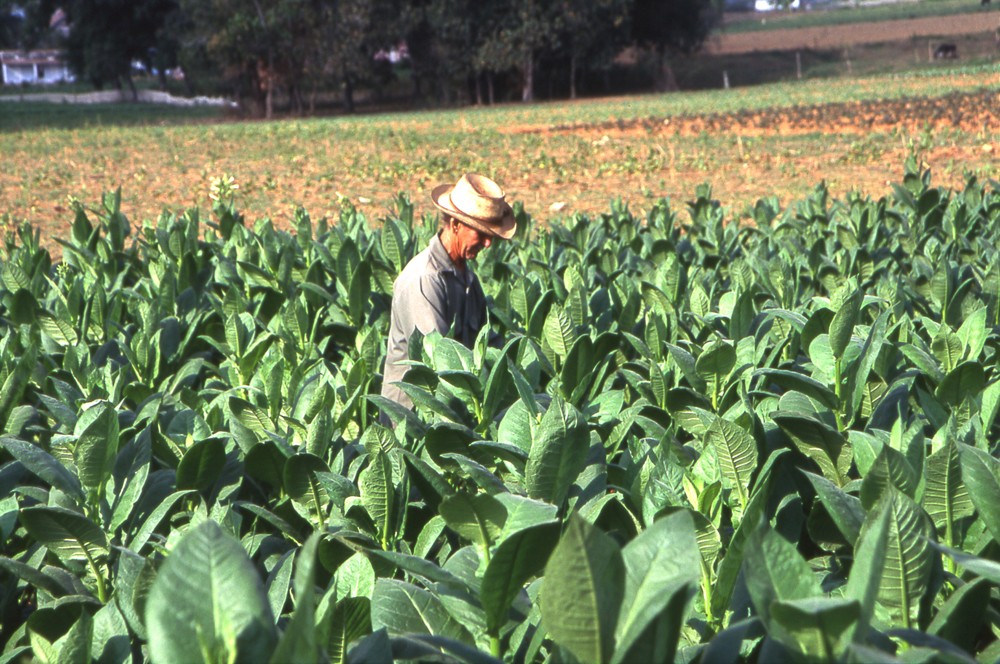
Autre vue de la ferme

## Municipalités
La province est subdivisée en onze municipalités :
- Consolación del Sur
- Guane
- La Palma
- Los Palacios
- Mantua
- Minas de Matahambre
- Pinar del Río
- Sandino
- San Juan y Martínez
- San Luis
- Viñales

## Îles
- Archipel des Colorados
- Cayo Jutías